# USS Dent (DD-116)
USS Dent (DD–116/APD-9) là một tàu khu trục thuộc lớp Wickes của Hải quân Hoa Kỳ trong giai đoạn Chiến tranh Thế giới thứ nhất, sau cải biến thành tàu vận chuyển cao tốc với ký hiệu lườn ADP-9 và tiếp tục phục vụ trong Chiến tranh Thế giới thứ hai. Nó là chiếc tàu chiến duy nhất của Hải quân Hoa Kỳ được đặt tên theo Thuyền trưởng John H. Dent (1782–1823).

## Thiết kế và chế tạo
Dent được đặt lườn vào ngày 30 tháng 8 năm 1917 tại xưởng tàu của hãng William Cramp and Sons ở Philadelphia, Pennsylvania. Nó được hạ thủy vào ngày 23 tháng 3 năm 1918, được đỡ đầu bởi cô A. W. Collins, và được đưa ra hoạt động vào ngày 9 tháng 9 năm 1918 dưới quyền chỉ huy của Hạm trưởng, Trung tá Hải quân B. C. Allen.

## Lịch sử hoạt động

### Những năm giữa hai cuộc thế chiến
Dent hộ tống một đoàn tàu vận tải đi Ireland từ ngày 19 tháng 9 đến ngày 8 tháng 11 năm 1918, rồi tiến hành huấn luyện tại vịnh Guatánamo, Cuba. Vào ngày 1 tháng 5 năm 1919, nó khởi hành từ New York để phục vụ như cột mốc dẫn đường ngoài khơi cảng Trepassey, Newfoundland cho chuyến bay lịch sử vượt Đại Tây Dương của chiếc thủy phi cơ Hải quân NC-4. Nó quay trở về Newport vào ngày 24 tháng 5, và đến ngày 20 tháng 6 đã tham gia đoàn hộ tống cho chiếc tàu buồm đưa Tổng thống Brasil từ New York đến Newport.
Dent đi đến San Pedro, California vào ngày 6 tháng 8 năm 1919 để gia nhập Hạm đội Thái Bình Dương. Nó đã hộ tống thiết giáp hạm New York đưa Bộ trưởng Hải quân đi đến quần đảo Hawaii vào tháng 8, rồi đi đến Seattle tham gia một cuộc Duyệt binh Hải quân vào tháng 9. Nó quay trở về San Diego vào ngày 22 tháng 9 và được đưa vào thành phần dự bị, nhưng được cho hoạt động thường trực trở lại vào ngày 14 tháng 12 năm 1920 với một nửa biên chế nhân sự cho các hoạt động thực hành tác xạ và ngư lôi cũng như cơ động hạm đội. Chiếc tàu khu trục thực hiện một chuyến đi đến Nam Mỹ từ ngày 7 tháng 1 đến ngày 11 tháng 3 năm 1921, viếng thăm Valparaíso, Chile; Costa Rica cùng nhiều cảng México. Dent được cho xuất biên chế và đưa về Hạm đội Dự bị vào ngày 7 tháng 6 năm 1922.
Dent được cho nhập biên chế trở lại vào ngày 15 tháng 5 năm 1930 và hoạt động như tàu hộ tống cho tàu sân bay, huấn luyện quân nhân dự bị; tham gia một cuộc tập trận hạm đội tại vùng biển Caribe và viếng thăm vùng bờ Đông Hoa Kỳ từ tháng 4 đến tháng 11 năm 1934. Vào ngày 18 tháng 12, nó gia nhập lực lượng dự bị luân phiên tại San Diego, làm nhiệm vụ thử nghiệm đạn dược cho đến khi quay trở lại hoạt động thường trực vào ngày 10 tháng 6 năm 1935. Dent hoạt động dọc theo bờ Tây Hoa Kỳ và tại vùng quần đảo Hawaii cho đến khi Chiến tranh Thế giới thứ hai lan đến Thái Bình Dương do Nhật Bản tấn công Trân Châu Cảng. Có mặt tại San Diego vào ngày 7 tháng 12 năm 1941, nó lên đường vào ngày hôm sau hộ tống cho tàu sân bay Saratoga đang vội vã đi đến Trân Châu Cảng.

### Thế Chiến II
Quay trở về San Francisco vào ngày 29 tháng 12 năm 1941, Dent hoạt động cùng Trường dò âm dưới nước San Diego và hoạt động dọc theo bờ Tây trong nhiệm vụ hộ tống vận tải cho đến ngày 27 tháng 4 năm 1942, khi nó lên đường đi đến vùng biển Alaska. Từ ngày 8 tháng 5, nó hoạt động ngoài khơi Dutch Harbor cho nhiệm vụ tuần tra và hộ tống vận tải, hộ tống các tàu vận tải cho việc chiếm đóng đảo Adak vào ngày 1 tháng 9. Nó quay trở về Seattle vào ngày 30 tháng 1 năm 1943 để sửa chữa đồng thời cải biến thành một tàu vận chuyển cao tốc. Dent được xếp lại lớp với ký hiệu lườn mới APD-9 vào ngày 7 tháng 3 năm 1943.
Dent đi đến Noumea, Nouvelle-Calédonie vào ngày 20 tháng 4 năm 1943, rồi hoạt động từ căn cứ này và Espiritu Santo trong nhiệm vụ đổ bộ binh lính chiếm đóng New Georgia, Rendova, Vella Lavella và mũi Torokina, Bougainville. Sau khi được đại tu tại Sydney, Australia vào tháng 11, nó quay trở lại vịnh Milne, New Guinea vào ngày 17 tháng 12. Đang khi tiến hành huấn luyện tại mũi Sudest năm ngày sau đó, nó va phải một dãi đá ngầm không thể hiện trên hải đồ. Sự hư hỏng đáng kể cấu trúc lườn tàu buộc nó phải quay về Australia để sửa chữa suốt tháng 1 năm 1944.
Dent đi đến Noumea vào ngày 7 tháng 2 năm 1944, và cho đổ bộ lực lượng Sư đoàn 4 Thủy quân Lục chiến lên đảo Emirau vào ngày 20 tháng 3. Từ vịnh Milne, nó chuyển binh lính để đổ bộ lên Aitape vào ngày 22 tháng 4. Khởi hành từ New Guinea vào ngày 9 tháng 5, nó quay lại khu vực quần đảo Solomon để huấn luyện một đội phá hoại dưới nước (UDT) chuẩn bị cho việc chiếm đóng quần đảo Mariana. Nó đưa đội UDT đến Roi, nơi họ được tiếp tục vận chuyển đến Guam, rồi hộ tống cho chiếc Mazama đi đến Saipan chở hàng tiếp liệu khẩn cấp gồm đạn dược cho các tàu hoả lực bắn phá. Dent tuần tra ngoài khơi Saipan và Tinian cho đến đầu tháng 7, khi nó hộ tống các tàu vận chuyển đi đến Eniwetok, rồi lên đường quay về San Diego để đại tu, đến nơi vào ngày 3 tháng 8.
Từ ngày 8 tháng 11 năm 1944 cho đến khi chiến tranh kết thúc, Dent phục vụ cùng Lực lượng Huấn luyện Đổ bộ trực thuộc Hạm đội Thái Bình Dương tại San Diego. Nó lên đường vào ngày 20 tháng 10 năm 1945 để đi sang vùng bờ Đông, đến Philadelphia, Pennsylvania vào ngày 6 tháng 11. Dent được cho ngừng hoạt động tại đây vào ngày 4 tháng 12 năm 1945, và bị bán để tháo dỡ vào ngày 13 tháng 6 năm 1946.

## Phần thưởng
Dent được tặng thưởng năm Ngôi sao Chiến trận do thành tích phục vụ trong Thế Chiến II.